# Orlando (Händel)

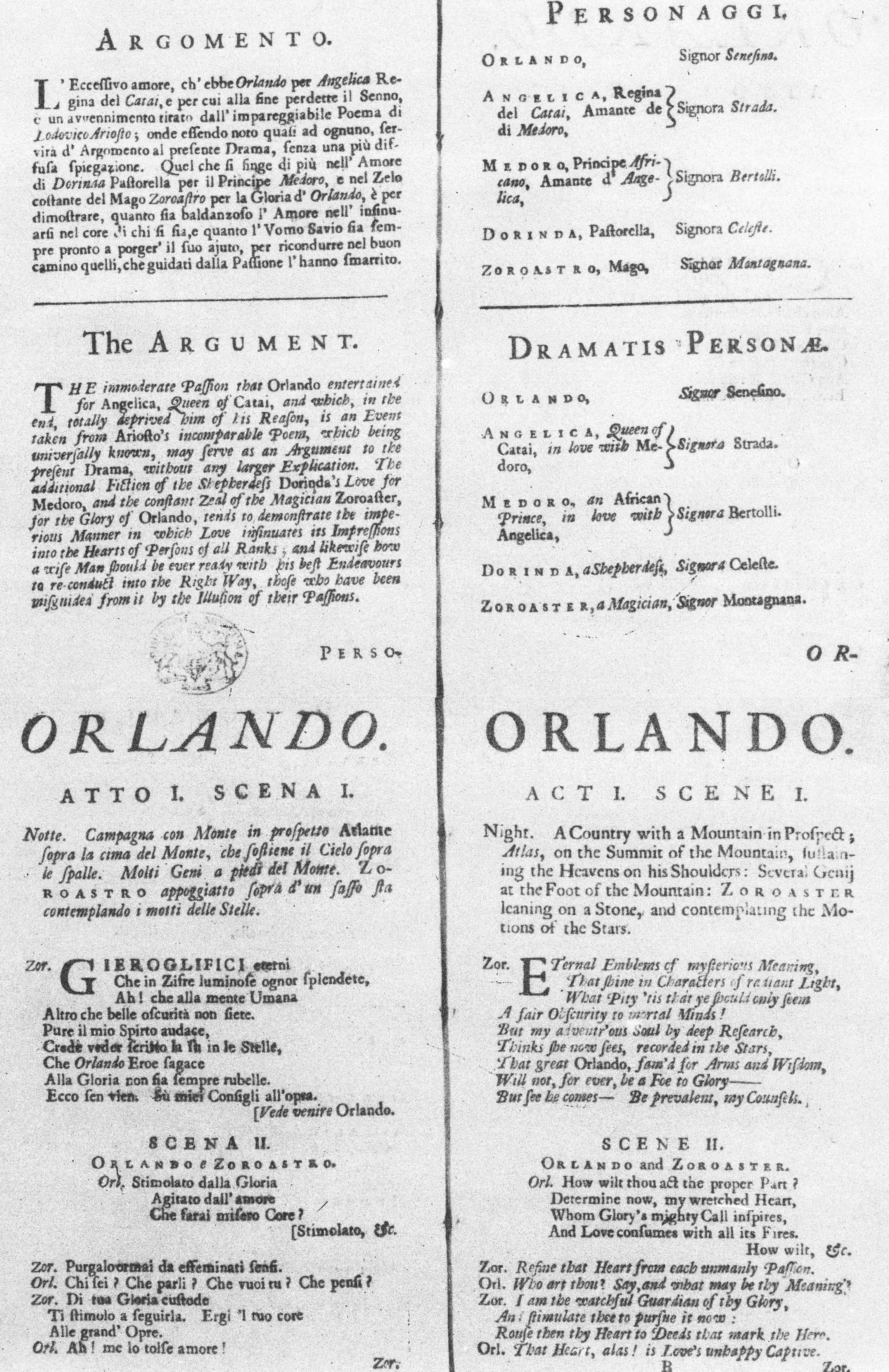
Argomento der Erstaufführung von Orlando 1733 mit englischer Übersetzung von Samuel Humphreys (British Museum London, Signatur: 907.t.2)

Orlando (HWV 31) ist eine Oper (Dramma per musica) in drei Akten von Georg Friedrich Händel. Das Sujet basiert auf dem Epos Orlando furioso (1516/1532) von Ludovico Ariosto, das auch den Stoff für Händels spätere Opern Ariodante und Alcina (beide 1735) lieferte.

## Entstehung
Fünf Spielzeiten lang, zwischen Dezember 1729 und Juni 1734, war Händel, unterstützt durch den Impresario Johann Jacob Heidegger, praktisch allein verantwortlich für die italienische Oper des King’s Theatre am Londoner Haymarket. Im vorangegangenen Jahrzehnt waren die Opern noch von der Royal Academy of Music, der sogenannten ersten Opernakademie, produziert worden, einer Gruppe von Aristokraten und Landadligen, die im Verein mit anderen Subskribenten den Spielbetrieb finanzierten; doch nach dem Scheitern der Akademie 1728 trat die Direktion ihre Rechte für fünf Jahre an Händel und Heidegger ab. Die neue Vereinbarung gab Händel das – für einen Komponisten der damaligen Zeit seltene – Privileg, Opern weitgehend nach eigenem Geschmack zu produzieren. So erweiterte sich das Repertoire der ernsten, heroischen Opern, der Opere serie, die von der ersten Akademie bevorzugt wurden, bereits im Februar 1730 um Partenope, die Vertonung eines höchst amüsanten Librettos von Silvio Stampiglia, das die Akademie 1726 schon einmal erwogen, jedoch auf Grund seiner „Verworfenheit“ zurückgewiesen hatte. Außerdem kamen Pasticci und Bearbeitungen von Opern führender italienischer Komponisten auf die Bühne. Im Frühjahr 1732 erlebte das englische Oratorium eine bedeutsame Innovation, die in Gestalt einer überarbeiteten Version von Esther, kurz darauf gefolgt von einem Neuarrangement von Acis and Galatea als Serenata, in die Musik von Händels vorangegangenen italienischen und englischen Vertonungen des Stoffes einging. Händel hatte gute Besetzungen für diese Produktionen, allen voran der ab Herbst 1730 wieder zurückgekehrte großartige und beliebte Kastrat Senesino, der schon in den Opern der ersten Akademie die Hauptrollen gespielt hatte.
Nicht alle Förderer der Oper waren glücklich mit dieser Situation, und Orlando, die neue Oper der vierten Saison Händels (1732/33), mag dazu beigetragen haben, die Krise zuzuspitzen. Den Datumsangaben des Autographs zufolge hatte Händel im November 1732 die ersten beiden Akte vollendet: „Fine dell Atto 2do | Nov. 10“, und zehn Tage später die gesamte Partitur: „Fine dell’ Opera G.F. Handel | Novembr 20 1732.“
Die Uraufführung im King’s Theatre mit Senesino in der Titelrolle war erst für den 23. Januar 1733 vorgesehen, musste aber auf den 27. Januar verschoben werden. Als Grund für diese Verzögerung kann die besonders gründliche Vorbereitung der neuen Ausstattung für diese Inszenierung vermutet werden. Aber nach Victor Schœlcher gab die Londoner Daily Post als Grund für die Verschiebung der ersten Aufführungen an: „the principal performers being indisposed“ („die führenden Sänger sind indisponiert“).
Im sogenannten „Opera Register“ – einem Tagebuch der Londoner Opernaufführungen, welches lange Zeit fälschlicherweise Francis Colman zugeschrieben wurde – vermerkte der Verfasser am 27. Januar und 3. Februar:

“Orlando Furiose a New Opera, by Handel The Cloathes & Scenes all New. Do extraordinary fine & magnificent – performed Severall times until Satturday.”

„Orlando Furioso, eine neue Oper von Händel, alle Kostüme und Bühnenbilder sind neu. Höchst trefflich und prächtig – und bis Samstag mehrmals aufgeführt.“

Besetzung der Uraufführung:
- Orlando – Francesco Bernardi, genannt „Senesino“ (Mezzosoprankastrat)
- Angelica – Anna Maria Strada del Pó (Sopran)
- Medoro – Francesca Bertolli (Alt)
- Dorinda – Celeste Gismondi (Sopran)
- Zoroastro – Antonio Montagnana (Bass)

Bis zum 20. Februar wurden erst einmal nur sechs Vorstellungen angesetzt. Die Königin war am zweiten Abend anwesend: Ihre Sänfte kam bei ihrem Aufbruch zu Schaden. Anschließend nahm Händel Floridante wieder auf und dirigierte Aufführungen sowohl seines neuen Oratoriums Deborah als auch von Esther. Vier weitere Vorstellungen vom Orlando folgten ab dem 21. April; die Vorstellungsreihe endete am 5. Mai, obwohl noch eine Aufführung am 8. Mai geplant war. Wegen der „Indisposition“ eines Sängers, vermutlich der Strada, wurde stattdessen aber Floridante gegeben. Zu der letztlich beträchtlich geschrumpften Zuhörerschaft gehörte Sir John Clerk, 2. Baron von Penicuik aus Schottland, der sich beeindruckt zeigte und folgenden aufschlussreichen Bericht überlieferte:

“I never in all my life heard a better piece of musick nor better perform’d – the famous Castrato, Senesino made the principal Actor the rest were all Italians who sung with very good grace and action, however, the Audience was very thin so that I believe they get not enough to pay the Instruments in the orchestra. I was surprised to see the number of Instrumental Masters for there were 2 Harpsichords, 2 large basse violins each about 7 foot in length at least with strings proportionable that cou’d not be less than a ¼ of an inch diameter, 4 violoncellos, 4 bassoons, 2 Hautbois, 1 Theorbo lute & above 24 violins. These made a terrible noise & often drown’d the voices. One Signior Montagnania sung the bass with a voice like a Canon. I never remember to have heard any thing like him. amongst [sic] the violins were 2 Brothers of the name Castrucci who play’d with great dexterity.”

„In meinem ganzen Leben habe ich keine bessere Musik gehört und keine bessere Aufführung: der berühmte Kastrat Senesino spielte die Hauptrolle, auch die anderen waren Italiener, die sehr gewandt sangen und spielten. Doch es waren so wenig Zuhörer anwesend, daß ich fürchte, sie werden die Orchestermusiker nicht bezahlen können. Mich überraschte die Zahl der Instrumentalvirtuosen, denn es gab zwei Cembali, zwei große Streichbässe, mindestens 7 Fuß lang und mit entsprechenden Saiten, deren Durchmesser nicht weniger als ein Viertelzoll betragen haben kann, 4 Violoncelli, 4 Fagotte, 2 Oboen, 1 Theorbe und mehr als zwei Dutzend Geigen. Diese alle waren furchtbar laut und übertönten oftmals die Stimmen. Ein Signor Montagnana sang den Bass mit einer Stimme, die wie Kanonendonner klang. Ich entsinne mich nicht, jemals so etwas gehört zu haben. Unter den Geigern befanden sich zwei Brüder namens Castrucci, welche lieblich und gewandt spielten.“

Doch danach war das Werk bis ins 20. Jahrhundert nicht mehr zu hören. Weniger als einen Monat nach der Dernière schied Senesino aus Händels Ensemble aus, nachdem er schon mindestens seit Januar mit einer in Planung befindlichen konkurrierenden Operntruppe, die bald als Opera of the Nobility („Adelsoper“) bekannt wurde, über einen Vertrag verhandelt hatte. In identischen Pressemitteilungen des The Bee und des The Craftsman vom 2. Juni heißt es:

“We are credibly inform’d that one Day last Week Mr. H–d–l, Director-General of the Opera-House, sent a Message to Signior Senesino, the famous Italian Singer, acquainting Him that He had no farther Occasion for his Service; and that Senesino reply’d the next Day by a Letter, containing a full Resignation of all his Parts in the Opera, which He had perform’d for many Years with great Applause.”

„Wie wir aus sicherer Quelle erfahren, hat Herr Händel, der Generaldirektor des Opernhauses, dem berühmten italienischen Sänger Signor Senesino letzte Woche eine Nachricht zukommen lassen, in der er ihm mitteilt, dass er keine weitere Verwendung für seine Dienste hat; und dass Senesino am nächsten Tag brieflich antwortete, dass er alle seine Rollen in der Oper abgibt, welche er seit vielen Jahren mit großem Beifall gegeben hatte.“

Händels Verhältnis zu seinem Star Senesino war nie glücklich gewesen, obwohl sie ihre künstlerischen Fähigkeiten gegenseitig zu schätzen wussten. Diese Situation wurde nicht einfacher dadurch, dass Händel zunehmend einen neuen Weg mit dem englischen Oratorium einschlug. Das Singen in englischer Sprache stellte für Senesino ein Problem dar und die neuen Rollen gaben ihm deutlich weniger Gelegenheiten, seine erheblichen stimmlichen Fähigkeiten zu zeigen.
Es wäre keine Überraschung, wenn der Orlando selbst zum Bruch mit Senesino beigetragen hätte. Die vielen ungewöhnlichen und innovatorischen Züge der Oper könnten einen Sänger, der 25 Jahre lang den Ruhm der Opernbühne genossen hatte und tief in den Konventionen der Opera seria verwurzelt war, verwirrt oder gar verunsichert haben. Insgesamt waren nur drei vollständige Da-capo-Arien für ihn vorgesehen, davon keine im letzten Akt; sein einziges Duett mit dem führenden Sopran war kurz und formal ausgesprochen ungewöhnlich; und er durfte nicht an der wichtigsten Ensemble-Nummer teilnehmen, dem Trio zum Abschluss des ersten Aktes. Zwar hatte er in der großartigen „Wahnsinnsszene“ am Ende des zweiten Aktes beinahe zehn Minuten die Bühne für sich, aber die Musik bot ihm wenig Gelegenheit zur gesanglichen Verzierung. Darüber hinaus mag er hier und anderswo in der Oper unsicher gewesen sein, ob er eine ernsthafte heroische oder eine subtil komische Rolle zu spielen hatte, und ob, falls Letzteres zutraf, der Sänger oder die Opernfigur lächerlich gemacht werden sollte.
Bereits ab Januar 1733 planten einige von Händels Rivalen, dessen Dominanz bei der italienischen Oper in London zu brechen:

“There is a spirit got up against the Dominion of Mr. Handel, a subscription carry’d on, and Directors chosen, who have contracted with Senesino, and have sent for Cuzzoni, and Farinelli […]”

„Es erhob sich ein Geist gegen die Dominanz von Herrn Händel, man vergab Subskriptionen und es wurden Direktoren gewählt, mit Senesino haben sie schon einen Vertrag gemacht, und mit der Cuzzoni und Farinelli sind sie in Verhandlung […]“

Die Situation wurde noch verschlimmert durch Händels Vorhaben, die Preise für die Eintrittskarten zu Deborah testweise zu erhöhen, selbst für diejenigen, die schon ein Abonnement für die ganze Spielzeit bezahlt hatten:

“Hendel thought, encouraged by the Princess Royal, it had merit enough to deserve a guinea, and the first time it was performed at that price […] there was but a 120 people in the House. The subscribers being refused unless they would pay a guinea, they, insisting upon the right of their silver tickets, forced into the House, and carried their point.”

„Händel dachte, ermutigt durch die königliche Prinzessin, [die Aufführungen] wären inzwischen etabliert genug, um einen Guinee mehr zu verlangen und am ersten Abend mit dem neuen Preis […] waren gerade mal 120 Leute im Saal. Die Subskribenten lehnten es ab, einen Guinee zusätzlich zu bezahlen und beharrten auf dem Recht ihres Silber-Tickets, gingen in das Opernhaus und verteidigten ihren Standpunkt.“

All dies erhöhte die Feindseligkeit gegenüber Händels Unternehmen und sein Publikum begann sich nach alternativer Unterhaltung umzusehen.
Am 15. Juni trafen sich mit Billigung des Kronprinzen Friedrich, Prince of Wales, mehrere adlige Herren, um in offener Opposition zu Händel eine neue Operntruppe, die sogenannte „Opera of the Nobility“, zu gründen. Durch seine offene Parteinahme für die Adelsoper hatte der Kronprinz die politische Fehde zwischen sich und seinem Vater König Georg II., welcher Händel immer unterstützt hatte, auch auf die Musikszene in London transportiert.
Infolge der Abwerbungsversuche der Adelsoper wanderten Händels führende Sänger, bis auf Anna Strada, die ihm als einzige treu und seine Primadonna bis 1737 blieb, am Ende der Spielzeit zu dieser ab.
Die Rivalität zwischen den beiden Ensembles dauerte über drei Spielzeiten an, und obwohl Händel sich schließlich behauptete, trübte die Erfahrung eindeutig seine Hingabe an die Oper. Der Umzug von 1734 in John Richs neues Covent Garden Theatre inspirierte ihn zu einer bedeutenden und glorreichen Opernsaison, in der unter anderem Ariodante und Alcina uraufgeführt wurden.

## Libretto

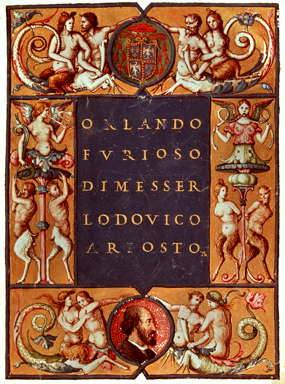
Orlando furioso. Titelblatt des Epos von Ariosto (Biblioteca Vaticana, 16. Jh.)

Das gedruckte Libretto nennt Samuel Humphreys als Autor der englischen Übersetzung des Operntextes, verrät aber nicht den Namen des Textdichters des italienischen Originals – allerdings auch nicht den Namen des Komponisten. Bis in die 1960er Jahre wurde immer wieder Grazio Braccioli als Autor des von Händel vertonten Orlando-Textes von einer Publikation zur anderen tradiert, obwohl Joachim Eisenschmidt bereits 1940 darauf aufmerksam gemacht hatte, dass der Text nicht von ihm stamme, wenn er auch diese Behauptung nicht näher begründete und auch keinen anderen Librettisten nennen konnte. Schon Edward Dent stellte 1954 fest, dass die handelnden Personen im Händel’schen Libretto ganz andere sind als in Bracciolis Orlando-Libretti; und ein Vergleich der Texte Bracciolis mit dem Händel’schen zeigt, dass dieser eine von jenen völlig unabhängige Fassung darstellt. Außerdem zeigt Händels Textbuch auch die für seine späteren Londoner Opern typische Anlage mit einer bedeutend größeren Zahl von Arien und einer sehr konzentrierten, straffenden Behandlung der Rezitativtexte. (Von den ursprünglich 1633 Rezitativzeilen blieben gerade einmal 632 übrig, wobei der Löwenanteil auf zwei gestrichene Partien fällt.) Die Annahme, Händel habe sogar die Rezitative dieser Opern selbst bearbeitet oder sei zumindest an ihrer Neufassung beteiligt gewesen, scheint auch das Autograph des Orlando mit seinen nachträglichen Änderungen (Streichungen bzw. Kürzungen) des Textes oder der Schlussszene des zweiten Aktes und dem Dialog Orlando/Dorinda im dritten Akt (3. Szene) zu bestätigen. Eisenschmidt mochte durchaus mit Recht vermuten, Händels Libretti seien nicht von einem Literaten, auch nicht von einem Italiener bearbeitet worden. Der unbekannte Autor versorgte Händel jedenfalls mit einem ziemlich guten Textbuch, das ihn zur Komposition einer seiner besten Opern inspirierte und das Changieren zwischen Komik und Heroik im Orlando weist ihr einen besonderen Platz unter Händels Opern zu.
Dieses geht schon auf die Hauptquelle des Librettos zurück, nämlich Orlando furioso von Ludovico Ariosto (1474–1533), ein Epos, das die Abenteuer des bretonischen Ritters Roland (Hruotland) beschreibt und die schreckliche Raserei, in die er durch seine unerwiderte Liebe zu der chinesischen Prinzessin Angelica gerät. Das alles wird eindrucksvoll angereichert mit den Schicksalen zahlreicher anderer Figuren und viel beiläufigem Kommentar über die Natur des Menschen. Angelica gibt, zum Ärger ihrer adligen Freier, schließlich dem jungen afrikanischen Soldaten Medoro den Vorzug (der in der Oper zum Rang eines Fürsten erhoben wird).
Als unmittelbare Vorlage diente Händel jedoch ein älteres Opernlibretto von Carlo Sigismondo Capece (1652–1728) mit dem Titel L’Orlando, overo La gelosa pazzia („Orlando, oder die rasende Eifersucht“), das von Domenico Scarlatti vertont und 1711 in Rom aufgeführt worden war (die Musik ist nicht erhalten).
Die Fassung, die Capece und ein unbekannter Bearbeiter Händels dem verwickelten Stoff rund um den liebestollen, rasenden Ritter gaben, setzt das Wissen über die Sage beim Zuschauer voraus. Nur angedeutet wird die Vorgeschichte Orlandos und Angelicas, stattdessen liegt der Fokus auf dem sich Bahn brechenden Wahnsinn des Helden. Durch die erst in Händels Libretto neu eingefügte Figur des Magiers Zoroastro wird die Abenteuerreise des Ritters rund um schöne Jungfrauen in Not und herausfordernde Kämpfe gegen konkurrierende Paladine zu einer Suche nach dem eigenen Selbst. Mit der Entscheidung der chinesischen Prinzessin für den feindlichen Medoro bricht Orlandos Ritterwelt mit all ihren Gesetzen zusammen, denen gemäß Angelica ihm hätte zufallen müssen. Dieser Auflösungsprozess setzt sich in der Figur selbst fort: Mit seinem Verstand verliert er das eigene Ich, welches er erst durch die Heilung Zoroastros wiedererlangt. Nicht nur vom Wahn, sondern auch von der ablenkenden Liebe befreit, kann Orlando anschließend ganz im Sinne der Vernunft – auf die Zoroastros von „Zarathustra“ (it.: „Sarastro“) abgeleiteter Name verweist – als geläuterter Ritter sein Leben wieder Mars, dem Gott des Krieges, widmen.
Capeces ursprünglicher Text musste stark geändert werden, um ihn für Händels Truppe tauglich zu machen. Die Rollen von Orlando, Angelica und Medoro waren kein Problem: Die Titelrolle ging natürlich an Senesino, die der Angelica an die Sopranistin Anna Strada del Pò und die des Medoro an die verlässliche Altistin Francesca Bertolli, deren Spezialität Männerrollen waren. Die halb komische Figur der Dorinda eignete sich bestens für die Soubrette Celeste Gismondi, die neu zu Händels Ensemble gestoßen war und deren Fertigkeiten die Wahl des Librettos beeinflusst haben mögen. Sie ist höchstwahrscheinlich identisch mit Celeste Resse, genannt „La Celestina“, einer vielseitigen Sängerin, die in Neapel zwischen 1724 und 1732 unzählige Rollen bei den dort aufgeführten Intermezzi übernommen hatte. Ihr Part in der Oper wurde gegenüber Capeces Original erheblich ausgebaut. Die drastischste Überarbeitung der Vorlage war auch nötig, um einen angemessenen Part für den großartigen Bassisten Antonio Montagnana zu schaffen. Capece hatte eine wichtige Nebenhandlung mit einem königlichen Liebespaar vorgesehen: der Prinzessin Isabella und dem jungen schottischen Prinzen Zerbino; doch es war damals nicht üblich, dass ein Bass die Rolle eines jungen Prinzen spielte. Daher wurden Isabella und Zerbino praktisch ganz gestrichen und die bemerkenswerte Magiergestalt des Zoroastro für Montagnana wurde hinzugedichtet. Isabella verbleibt jedoch als stumme Präsenz in der Oper: Sie ist die geheimnisvolle Prinzessin, die im ersten Akt von Orlando gerettet wird.
Diese Änderungen hatten einen weitreichenden Effekt auf den Tonfall der Oper. Sie verliehen der Schäferin Dorinda besonderes Gewicht und machten sie fast zur tragischen Figur. (Sie ist die einzige niedrig geborene Frau in Händels Opern und es überrascht nicht, dass er ihr einen besonderen musikalischen Charakter verlieh.)
Außerdem stellten sie Orlandos Wahnsinn in neuem Kontext, nicht mehr als direkte Auswirkung seiner eifersüchtigen Zwangsvorstellungen dar, sondern als heilsame Raserei, die von Zoroastro geplant und auferlegt wird, um das Bewusstsein des Helden zu klären.
Aus dem kaleidoskopischen Verwirrspiel Ariosts, das in seiner Vielzahl an Geschichten und Interpretationsangeboten doch immer das Ideal der Hohen Liebe proklamiert, zieht Händel die für das barocke Drama typische moralische Deutung, welche die aufklärerische Theorie vom Sieg des Verstandes über die Leidenschaft vorausahnt. Und auch wenn der am Ende wieder genesene Paladin Händels Royal Academy of Music nicht hatte retten können, vereinte er doch ein letztes Mal die großen Sängerinnen und Sänger seiner Zeit.
Nach den zehn Vorstellungen unter Händels Leitung 1733 wurde Orlando zum ersten Mal wieder unter dem Titel Orlandos Liebeswahn zum Händelfest in Halle (Saale) am 28. Mai 1922 in einer Bearbeitung von Hans Joachim Moser in deutscher Sprache und unter Leitung von Oskar Braun aufgeführt.
Die erste Wiederaufführung in Originalsprache und historischer Aufführungspraxis war am 25. Februar 1983 während des „Washington University Baroque Festivals“ im Edison Theatre in St. Louis, Missouri mit einem aus dem Collegium Musicum der Washington University und dem Tafelmusik Baroque Orchestra (Toronto) zusammengestellten Orchester unter Leitung von Nicholas McGegan.

## Handlung

### Historischer und literarischer Hintergrund
Als „noto quasi ad ognuno“ („fast jedem bekannt“) bezeichnet das schon 1732 gedruckte Libretto im „Argomento“ („Vorbemerkung“) Ludovico Ariostos Orlando furioso – jenes 1516 erstmals veröffentlichte Versepos, das einmal mehr das altfranzösische, aus dem Ende des 11. Jahrhunderts stammende Rolandslied fortschrieb. Historischer Hintergrund der Rolandssage ist der Feldzug Karls des Großen gegen die Sarazenen in Spanien, der in der Schlacht bei Roncesvalles im Jahre 778 sein blutiges Ende gefunden hatte. Schon bald nach dieser Schlacht, in der das gesamte fränkische Heer vernichtet wurde und zahlreiche hohe Würdenträger den Tod fanden, hatte eine Legendenbildung um Graf Hruotland, den gefallenen Statthalter der bretonischen Mark, eingesetzt. Ariostos Orlando furioso erweiterte die Rolandssage nicht nur um einen bunten Haufen von Fabelwesen und erfundenen Personen und Geschichten, sondern auch um den Liebeswahn des edlen Paladins, der aus unerwiderter Liebe zu Angelica, der Königin von China, den Verstand verliert. Anders als Ariodante und Alcina, die jeweils einzelne Episoden aus Ariostos Orlando furioso herausgreifen, bezieht sich Händels Orlando auf das Grundthema der literarischen Vorlage, ohne dass sich zusammenhängende Textausschnitte als Modell benennen ließen. Die Versatzstücke sind in den Gesängen 12, 13, 18, 19, 23, 29, 34 und 39 zu finden. Dorinda ist eine Erfindung des Librettisten, und Zoroastro wird bei Ariosto nur einmal erwähnt – in der 5. Strophe des 31. Gesangs, wo die Eifersucht als eine giftige Wunde beschrieben wird, die nicht einmal die Zauberkräfte Zoroastros zu heilen imstande wären.
Jenes „Argomento“ fasst Thematik und Handlung von Händels Oper sehr schön so zusammen: „Die ungezügelte Leidenschaft, die Orlando für Angelica, die Königin von Catai, empfindet und die ihn schließlich vollkommen seiner Vernunft beraubt, ist ein Ereignis, das Ariosts unvergleichlicher Dichtung entnommen ist, welche allgemein so bekannt ist, dass sie ohne weitere Erläuterung hier zur Angabe des Inhalts dieses neuen Dramas dienen möge. Die hinzu erfundene Liebe der Schäferin Dorinda zu Medoro und des Zauberers Zoroastro steter Eifer für die Ehre Orlandos sollen die heftige Art dartun, in welcher Liebe ihre Macht auf die Herzen von Menschen jeden Standes wirken lässt, und ebenso, wie ein weiser Mann jederzeit mit seinem besten Streben bereit sein sollte, auf den rechten Weg jene zurückzuleiten, die vom Trugbild ihrer Leidenschaften in die Irre geführt wurden.“

### Erster Akt

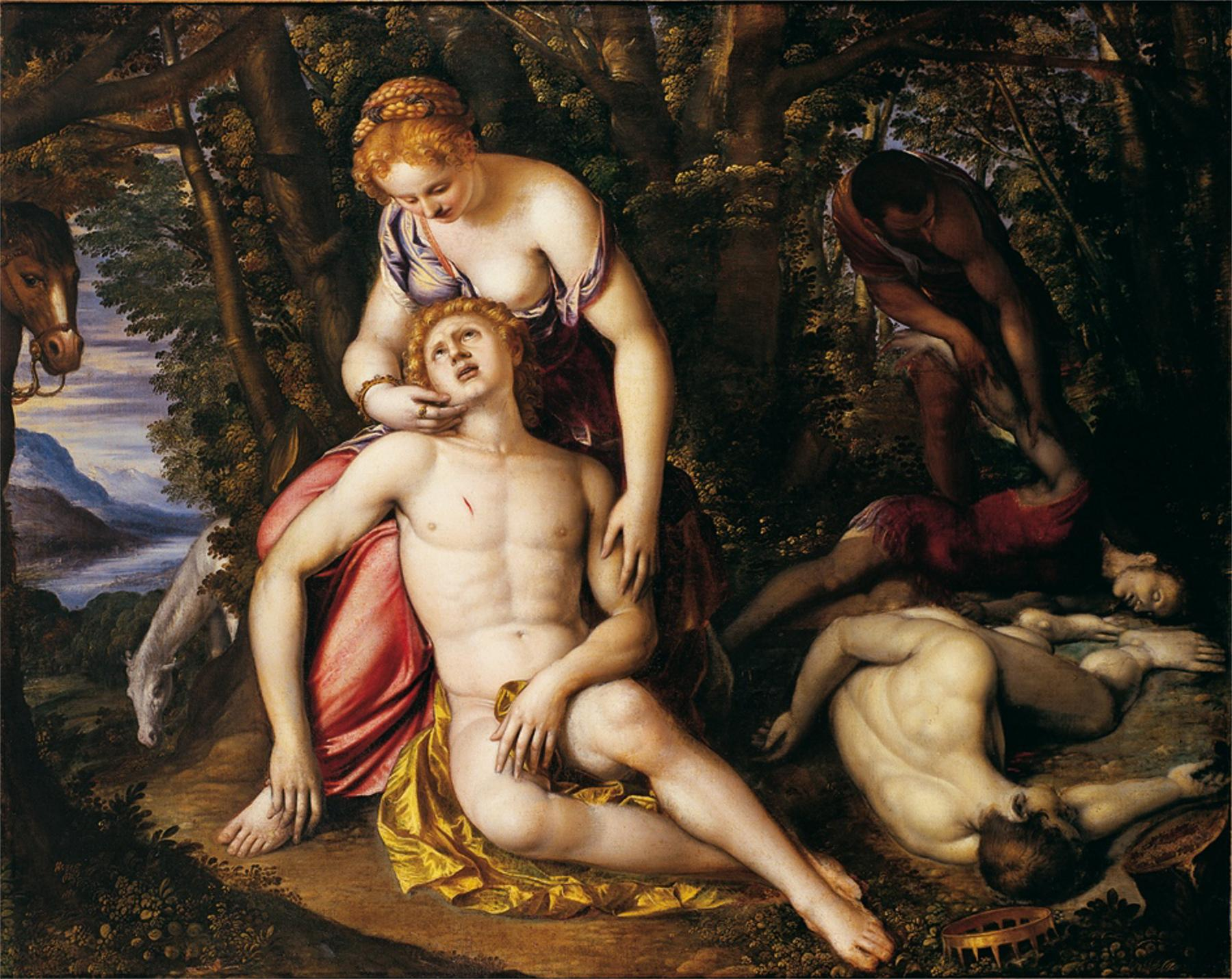
Simone Peterzano (ca. 1540 bis ca. 1596): Angelica e Medoro (Privatsammlung)

Nachts auf dem Land. Zoroastro beobachtet die Bewegungen der Planeten und sinnt darüber nach, wie geheimnisvoll sie für den menschlichen Verstand seien. Er glaubt zu erkennen, dass der Held Orlando wieder ruhmreiche Taten vollbringen wird. Orlando tritt auf, gleichermaßen erregt von der Liebe und vom Ruhm, und wird von Zoroastro aufgefordert, die Liebe und Amor zu vergessen und dem Kriegsgott Mars zu folgen (Lascia Amor, e siegui Marte, Nr. 4). Orlando ist geneigt, dem Tadel beizugeben (Imagini funeste, Nr. 5), erinnert sich aber, dass auch Herkules und Achill nicht verweichlichten, als sie sich den Frauen widmeten (Non fu già men forte, Nr. 6).
Ein Hain mit Schäferhütten. Dorinda erinnert sich an die Vergnügungen, die die Natur mit ihren Schönheiten ihr immer bereitet hat, fühlt sich nun aber von Unruhe erfüllt, die sie als Verliebtheit deutet (Quanto diletto avea tra questi boschi, Nr. 7). Orlando erscheint mit einer Prinzessin, die er gerade gerettet hat, verschwindet aber sogleich wieder (Itene pur fremendo, Nr. 8). Dorinda meint, dass auch er wohl für die Liebe lebe, und denkt über ihre eigene Unsicherheit nach (Ho un certo rossore, Nr. 9).
Angelica gesteht sich, dass sie sich in Medoro verliebt hat, während sie seine Wunden pflegte (Ritornava al suo bel viso, Nr. 10). Medoro, der ihr zunächst abseits zugehört hat, erklärt ihr seine Liebe, fühlt sich aber ihrer nicht wert. Sie beteuert, dass jemand, der ihr Herz besitze, sich auch König nennen dürfe (Chi possessore è del mio core, Nr. 11).
Dorinda hat festgestellt, dass es Medoro ist, in den sie sich verliebt hat. Er hat offenbar Angelica als seine Verwandte ausgegeben, um sie nicht zu enttäuschen. Nun versichert er ihr, dass er sie nie vergessen werde (Se il cor mai ti dirà, Nr. 12). Sie weiß, dass er lügt, und doch lässt sie sich von seinen Worten und Blicken täuschen (O care parolette, Nr. 13).
Zoroastro wirft Angelica ihre Liebe zu Medoro vor und warnt sie vor der Rache Orlandos, dem sie verpflichtet sei. Angelica, auf Medoro wartend, mit dem sie abreisen will, begegnet Orlando und stellt sich eifersüchtig auf die Prinzessin, die er gerettet hat. Er beteuert, dass er nur Angelica liebe, woraufhin sie ihn ermahnt, seine Treue unter Beweis zu stellen (Se fedel vuoi ch’io ti creda, Nr. 14). Orlando erklärt, dass er mit Ungeheuern und Riesen kämpfen wolle, um seine Liebe zu beweisen (Fammi combattere, Nr. 15).
Medoro will von Angelica wissen, mit wem sie gesprochen hat. Sie sagt, dass es Orlando gewesen sei, und warnt ihn, sich mit solch einem Rivalen anzulegen. Als sie sich zum Abschied umarmen, kommt Dorinda hinzu und muss ihre Enttäuschung einsehen. Sie wird von Angelica und Medoro getröstet (Consolati o bella, Nr. 16).

### Zweiter Akt
In einem Wald. Dorinda meint, dass der Gesang der Nachtigall einen angemessenen Hintergrund für ihren Liebesschmerz sei (Quando spieghi i tuoi tormenti, Nr. 17). Orlando erscheint und fragt sie, warum sie den Leuten erzähle, dass Orlando Isabella liebe. Sie entgegnet, dass sie von Angelica gesprochen habe, die nun mit ihrem Geliebten Medoro abgereist sei. Dorinda erklärt, dass auch sie Medoro liebe und von ihm ein Juwel geschenkt bekommen habe (tatsächlich hat Angelica es ihr gegeben). Orlando erkennt darin das Armband, das er Angelica geschenkt hat, und zieht den Schluss, dass Angelica ihn betrogen habe. Dorinda erzählt ihm, dass Medoro sein Rivale sei, den sie in jeder Blume sehe und der für sie in jeder Naturerscheinung anwesend sei (Se mi rivolgo al prato, Nr. 18). Orlando ist erzürnt: er wolle Angelica bis in die Unterwelt verfolgen und sich dafür sogar das Leben nehmen (Cielo! Se tu il consenti, Nr. 19).
Eine Gegend mit Lorbeerbäumen auf der einen und einer Grotte auf der anderen Seite. Zoroastro warnt Angelica und Medoro vor der Rache Orlandos. Er verspricht ihnen bei der Flucht zu helfen und erklärt, dass unser Geist im Nebel umherirre, wenn er von einem blinden Gott und nicht vom Verstand geleitet werde (Tra caligini profonde, Nr. 20).
Angelica bittet Medoro, die Pferde zu satteln, während sie wartet. Medoro schnitzt ihre Namen in einen Baum und geht (Verdi allori, sempre unito, Nr. 21). Angelica sieht ein, dass sie sich gegenüber Orlando, der ihr Leben gerettet hat, als undankbar erwiesen hat. Aber gegen Amors Pfeil konnte sie sich nicht wehren (Non potrà dirmi ingrata, Nr. 22).
Orlando ist auf der Suche nach dem Liebespaar und findet ihre Namen in der Baumrinde eingeritzt. Er betritt die Grotte, um sie dort zu suchen.
Angelica nimmt Abschied von den Reizen der Natur (Verdi piante, erbette liete, Nr. 23). Da erscheint Orlando wieder, und sie flieht. Medoro sieht beide und folgt ihnen. Als Angelica wieder auf die Szene tritt, wird sie von einer Wolke umfangen und von vier Genien in die Lüfte getragen. Orlando verfällt nun dem Wahnsinn. Als Schatten will er in die Unterwelt gehen, um Angelica zu verfolgen. Er hört den Höllenhund Zerberus kläffen und sieht Medoro in den Armen Proserpinas (Ah! Stigie larve! Nr. 24). Er will ihn ihr entreißen, wird aber von Proserpinas Weinen zunächst gerührt, entbrennt dann jedoch wieder in Wut (Vaghe pupille). Er läuft in die Grotte, die auseinanderbricht. Zoroastro fährt auf seinem Wagen mit Orlando in den Armen hinweg in die Lüfte.

### Dritter Akt
Ein Ort mit Palmen. Medoro ist auf Angelicas Wunsch zu Dorindas Haus zurückgekehrt. Sie bietet ihm an, sich dort zu verstecken, er gibt ihr aber zu verstehen, dass er sie nicht lieben könne (Vorrei poterti amar, Nr. 26). Dorinda ist froh, dass er jetzt die Wahrheit sagt.
Orlando trifft auf Dorinda und erklärt ihr seine Liebe (Unisca amor in noi, Nr. 27). Dorinda möchte darauf eingehen, ist aber irritiert. Schließlich stellt sich heraus, dass Orlando immer noch Wahnvorstellungen hat: Er sieht in ihr Argalia, den Bruder seiner Geliebten, der von Ferrauto getötet worden ist. Mit dem imaginären Ferrauto liefert er sich einen Faustkampf (Già lo stringo, già l’abbraccio, Nr. 28).
Angelica kommt zu Dorinda und erfährt, dass Orlando wahnsinnig geworden ist. Sie hat Mitleid, hofft aber, dass er sich selbst besiegen wird (Così giusta è questa speme, Nr. 29). Dorinda bleibt zurück und beschreibt die Liebe als einen Wind, der neben kurzem Vergnügen lange Trauer bringt (Amor è qual vento, Nr. 30).
Zoroastro erklärt Orlando als Beispiel, dass der Liebende oft den Verstand verliert. Er verwandelt den Hain in eine Höhle und will den Helden vom Wahnsinn heilen (Sorge infausta una procella, Nr. 32).
Inzwischen berichtet Dorinda Angelica, dass Orlando ihr Haus zerstört und Medoro unter den Trümmern begraben habe. Sie geht ab, und Orlando kommt herbei. Er hält Angelica für Falerina und will sie töten. Angelica kann nicht mehr ihr eigenes Schicksal betrauern, weil sie über Medoro weint (Finché prendi ancora il sangue, Nr. 33). Orlando ergreift sie und wirft sie – wie er glaubt – in den Abgrund, tatsächlich in eine Höhle, die sich in einen Marstempel verwandelt. Er fällt in den Schlaf (Già l’ebro mio ciglio, Nr. 35).
Nun ist Zoroastros Zeit gekommen: Vom Himmel erbittet er einen Trunk, um Orlando zu heilen (Tu, che del gran tonante, Nr. 36). Ein Adler bringt eine Vase, die Zoroastro über Orlandos Gesicht ausschüttet. Orlando erwacht und ist beschämt, dass er Angelica und Medoro getötet haben soll. Er will sich in den Abgrund stürzen (Per far, mia diletta, Nr. 38), wird aber von Angelica aufgehalten. Zoroastro hat sie und Medoro gerettet. Es kommt zur Versöhnung, und Orlando ist stolz, über sich selbst und die Liebe gesiegt zu haben (Vinse in canti, battaglie, Nr. 39). Das Quintett findet sich zum Schlusschor zusammen (Trionfa oggi’l mio cor, Nr. 40).

## Ariosts Dichtung als Opernsujet
| Le donne, i cavallier, l’arme, gli amori, le cortesie, l’audaci imprese io canto, che furo al tempo che passaro i Mori d’Africa il mare, e in Francia nocquer tanto, seguendo l’ire e i giovenil furori d’Agramante lor re, che si diè vanto di vendicar la morte di Troiano sopra re Carlo imperator romano. (Ludovico Ariosto, Orlando furioso, Erster Gesang) | Von Frauen sing ich euch, von Rittern und von Schlachten, Von Edelsitte, von der Liebe Glück und Qual, Von Thaten, die erstaunen machten, Zur Zeit, als Mauren ohne Zahl, Bewaffnet durch die Wuth, die Agramant durchglühte, Auf Gallien den wilden Sturm gethan, Zu rächen den erschlagenen Trojan An Kaiser Karls verwüstetem Gebiete. (Übersetzung: Friedrich Schiller, 1793) |

So beginnt Ludovico Ariosto sein Versepos Orlando furioso. Doch die Zeiten, in denen das Frankenreich Karls des Großen von den Sarazenen bedroht wurde und ein heidnisches Heer drauf und dran war, das christliche Abendland zu überrennen, bilden nur den Ausgangspunkt für viel verworrenere und fantastischere Geschichten.
Orlando trägt Kämpfe ganz anderer Natur aus – er wetzt seinen Säbel auf dem Schlachtfeld der Liebe. Der Paladin ist verliebt in Angelica, die wunderschöne chinesische Prinzessin aus dem fernen Reich des Groß-Khans von Cathay. Sie kam einst ins Frankenreich, um in Paris die besten Ritter zu betören und zur Verteidigung ihrer heimatlichen Burg Albracca zu entführen. Orlando folgte ihr bis nach Cathay, kämpfte für sie und erfüllte all ihre Wünsche. Daraufhin begleitete sie ihn zurück ins Frankenreich. Da sie jedoch kein Faustpfand der Liebe sein wollte, gab sie sich schließlich keinem der berühmten christlichen Paladine hin, sondern einem der heidnischen Eroberer, dem Sarazenenkrieger Medoro.
Dies ist nur einer der unzähligen Handlungsstränge aus Ariostos Orlando furioso. Der Dichter hat Arabien, Jerusalem, Paris, den Mond und schließlich auch den Himmel als stets wechselnde Schauplätze zu einem magischen Kosmos verwoben. Historische Handlungsfäden von der Antike bis zur Renaissance verbinden sich mit Sagen und Legenden vieler Mythologien. Dabei geht alles auf Hruodlandus, den Markgrafen und Paladin Karls des Großen zurück, der laut Überlieferung 778 im Kampf gegen die Mauren fiel. Arabische Quellen berichten von der damaligen Kampfbeteiligung der Sarazenen, woraus Ariosto und seine Vorgänger die übermächtigen Feinde der Franken kreierten, die als Rache für den Tod ihres großen Königs Trojan aus Spanien und Afrika in das Reich der Franken eindrangen. Noch im frühen Mittelalter erschien Orlando, der fiktive Neffe Karls des Großen, als Verkörperung kriegerischen Heldentums. Ausgehend von Frankreich, wo das älteste Rolandsepos Chanson de Roland seinen Ursprung hatte, wurden schon bald in ganz Europa die heroischen Taten des tapferen Paladins besungen.
Nicht nur Italien und Spanien, sondern auch England und Deutschland beanspruchten Roland als Nationalhelden und widmeten ihm seit dem 13. Jahrhundert Epen, Romanzen, Gedichte und Dramen. Mit dem Wandel des literarischen Geschmacks erfuhr der Charakter dieser oft erzählten Sage im Laufe der Zeit einschneidende Änderungen. Das einst blutige Heldenepos verwandelte sich allmählich in eine farbenprächtige Erzählung, in der Liebesabenteuer, Schilderungen fahrenden Rittertums sowie mächtiger Zauberer ineinandergreifen. Noch vor Ariosto stellte der italienische Renaissancedichter Matteo Boiardo in seinem Orlando innamorato das erotische Element in den Vordergrund. Der „verliebte Roland“ zieht nicht mehr für Kaiser und Vaterland in den Krieg gegen allerlei Magisches, sondern schlägt sich für die kokette Angelica, die „Engelhafte“. Als der Krieg gegen die Heiden ihn aus der Ferne Albraccas in die Heimat zurückbeordert, lässt er sich immer mehr durch mögliche Konkurrenten im Werben um Angelicas Herz von seinem Rittertum ablenken, bis Karl der Große irgendwann das Maß des Ertragbaren erreicht sieht und die holde Prinzessin demjenigen verspricht, der sich im Kampf am besten bewährt. An dieser Stelle bricht Boiardos Erzählung ab und wird erst bei Ariosto fortgesetzt, der den Titelhelden ob der unerfüllten Liebe zu Angelica den Verstand verlieren lässt. Anno 1504 begonnen, 1516 erstmals veröffentlicht und nach Jahren ständiger Überarbeitungen 1532 in der endgültigen Version erschienen, erzählt Ariosto in Form eines kunterbunten Pasticcios ein Märchen, in dem neben Magiern, Feen und Monstern vor allem die streitwütigen, abenteuerlustigen und liebessüchtigen Menschen seiner eigenen Zeit die Hauptrolle spielen. Sein Erfolgsrezept verrät der Dichter gleich selbst, wenn er sagt, dass er weder Helden hochhalten noch ewig gültige Wahrheiten verkünden wolle, sondern vielmehr allein zur Belustigung und Erholung schreibe. Sein Orlando ist denn auch alles andere als ein wahrer Held. Amors Pfeile kümmern und krümmen den einst tapferen Paladin weit mehr als die Krummsäbel der Sarazenen. Die unerfüllte Liebe zu Angelica raubt ihm den Verstand, er ist regelrecht von Sinnen:
| Sì come quel ch’ha nel cuor tanto fuoco, che tutto n’arde e non ritrova loco. Erster Gesang | Der Liebe, deren süßem Zwange Das Herz nicht mehr gebieten kann. Schiller |

Ein solches Verwirrspiel um Liebe, Eifersucht, Intrigen und Zauberkünste bot der Gattung Oper reizvolle Sujets. So erstaunt es kaum, dass dieser Stoff in der Opernliteratur des 18. Jahrhunderts neben den üblichen Sujets, die der griechischen oder römischen Antike entstammen, Verwendung fand.

## Musik

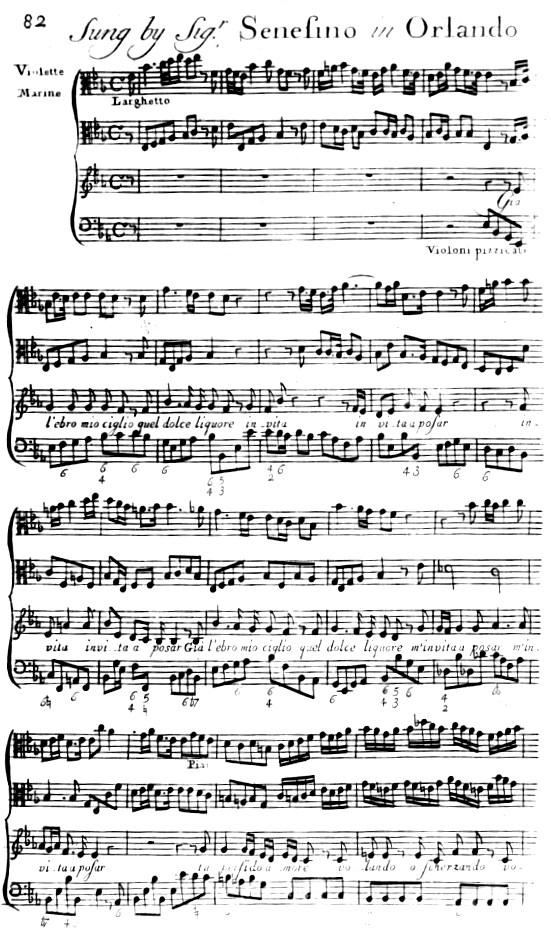
Beginn von Senesinos Arie „Già l’ebro mio ciglio“, bei der ihn die beiden Brüder Castrucci auf den Violette marine begleiteten. Druck von John Walsh, London 1733.

Das Reizvolle an der neuen Version des Librettos war für Händel gewiss, dass ihm diese den Rahmen für Musik von weit größerer Vielfalt und formaler Flexibilität bot, als in einer konventionell aufgebauten Opera seria untergebracht werden konnte. Der erste Akt fängt damit an, dass Zoroastro zum Himmel aufblickt und Orlandos Schicksal in den Sternen liest. Er trägt das erste von vielen umfangreichen Accompagnato-Rezitativen vor, die ein hervorstechendes Merkmal dieser Oper sind. Ebenso auffallend sind eine Reihe kurzer Lieder ohne Da-capo-Wiederholung. Das erste, Angelicas Ritornava al suo bel viso (Nr. 10), wird vergnüglich und unerwartet von Medoro weitergeführt, als dieser auftritt, um sie zu begrüßen. Im dritten Akt singt Orlando nach einem Wutausbruch das unvergessliche Già l’ebro mio ciglio (Nr. 35), ehe er in den von Zoroastro bewirkten Heilschlaf versinkt. Die Begleitung besteht hier aus zwei „Violette marine con Violoncelli pizzicati“, für die beiden Castrucci-Brüder, „per gli Signori Castrucci“, wie Händel in seinem Manuskript ausdrücklich vermerkt.

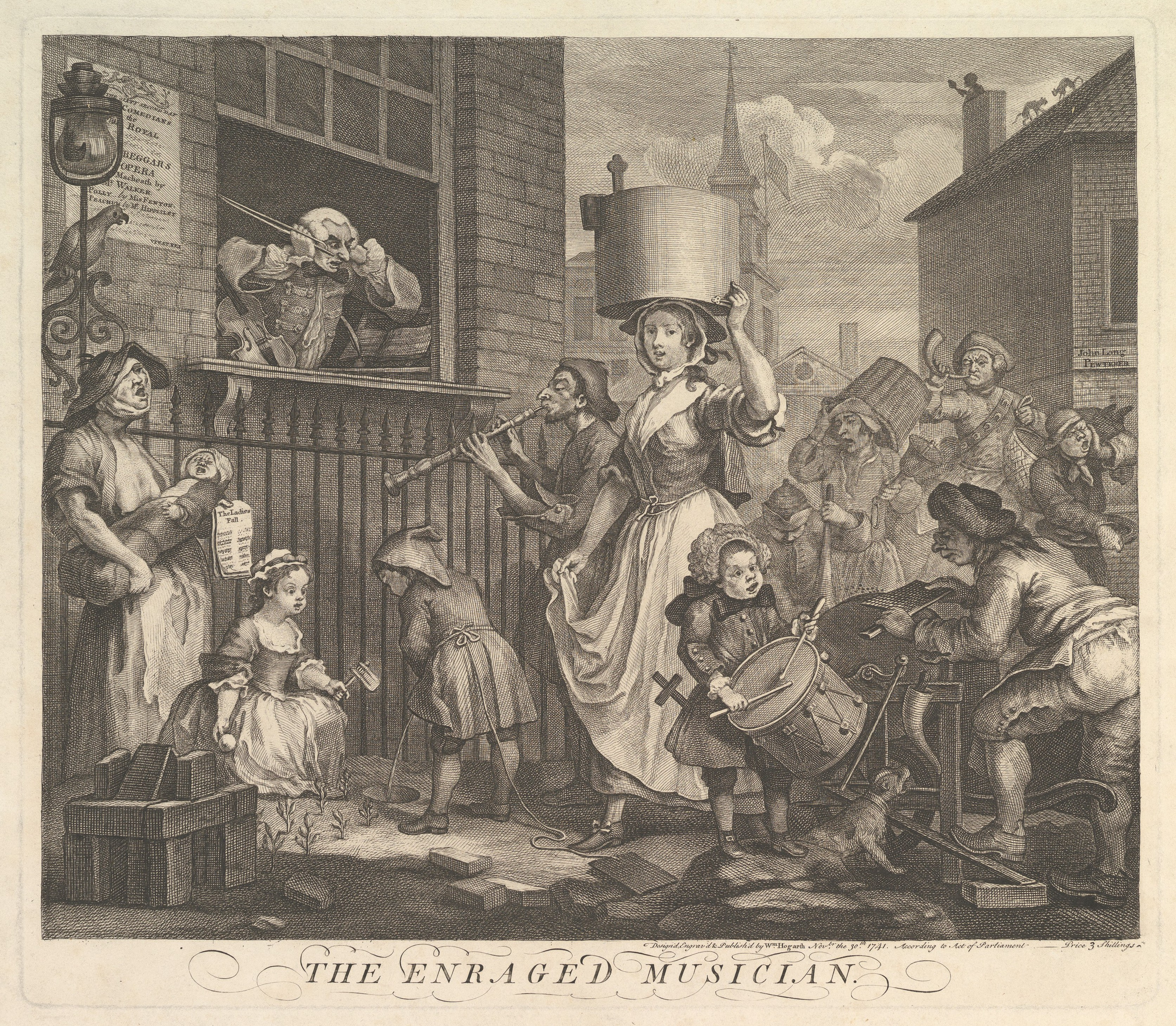
The Enraged Musician, möglicherweise eine Karikatur von Pietro Castrucci (William Hogarth, 1741)

Pietro Castrucci war führender Geiger des Opernorchesters. Weil das von ihm erfundene Instrument in Vergessenheit geraten ist, können wir nur aus seinem Namen und der Händel’schen Musik einigermaßen auf seine Beschaffenheit schließen. Die kleine Bratsche, Violetta genannt, war damals im Gebrauch und kommt auch bei Händel vor, niemals aber als ein Soloinstrument wie etwa die Violine oder das Violoncello. Die beiden „Violette marine“ hingegen treten nur solo auf, in einem selbständigen zweistimmigen Satz, welchem sich erst bei dem Eintritt des Gesanges ein zarter Violoncello-Bass hinzugesellt. Ob Castrucci sein Instrument nach der alten „Tromba marina“ benannte und welchen Sinn er mit dem Beiwort „marina“ verband, wird wohl immer unklar bleiben. Aber so viel ist gewiss: Seine „violetta marina“ war eine kleine Viola mit zusätzlichen Resonanzsaiten, die dem verschleierten Klang des Instrumentes mehr Tonfülle verliehen. Sie war zum Solovortrag geeignet, wegen ihrer Zartheit vielleicht auch nur auf diese Weise verwendbar, und hatte den Umfang einer gewöhnlichen Viola. Die obere „violetta marina“ erreicht im Händel’schen Satz in der Höhe das zweigestrichene „es“, die untere in der Tiefe das kleine „c“.
Und schließlich folgt Per far, mia diletta (Nr. 38), das wiederum Orlando vorträgt, als er an Selbstmord denkt. Reines Unisono der Streicher in eindrucksvoll punktiertem Rhythmus beherrscht die Begleitung; doch der schönste und einfachste Effekt lässt bis zum Schluss auf sich warten: Die letzte Kadenz, für Generalbass allein, wird durch eine aufsteigende Phrase Angelicas in der Paralleltonart fortgeführt, als sie Orlando anfleht, weiterzuleben.
Natürlich kommen außerdem mehrere schulmäßige Arien vor, die alle von hoher Qualität sind, sowie einige gelungene Ensemble-Nummern. In dem schönen, bewegenden Trio am Ende des ersten Akts versuchen Angelica und Medoro, Dorinda zu beruhigen, als diese erkennt, dass ihre Liebe zu Medoro unerfüllt bleiben muss, und darüber untröstlich ist. Die Musik, die von einer trügerisch schlichten G-Dur-Melodie im Dreiertakt ausgeht, drückt dennoch ungewöhnliche Gefühlstiefe aus. Zu zwei entschieden unkonventionellen Duetten kommt es im dritten Akt. Im ersten beginnt der verzweifelte Orlando, mit einer zarten Weise in Moll um Dorinda zu werben; sie antwortet zunächst mit schnellerer Musik in geradem Takt, geht jedoch bald ausschließlich ins Rezitativ über. Orlando sieht sich dadurch veranlasst zu toben, er wolle den Krieger Ferraù bekämpfen (einen seiner Rivalen um Angelicas Gunst in Orlando furioso). Er tut dies mit der kurzen, aber ungewöhnlichen Arie Già lo stringo, già l’abbraccio (Nr. 28), deren Hauptteil die Parodie einer Gavotte und deren mittlerer Abschnitt eine langsame Arioso-Passage ist, die in die entlegene Tonart as-Moll überwechselt. Finchè prendi ancora il sangue (Nr. 33), Orlandos Duett mit Angelica, ist ein weiteres bemerkenswertes Stück, das den Eindruck erweckt, als verfüge es über zwei alternierende Tempi, nämlich für jeden Interpreten eines, obwohl tatsächlich der Grundrhythmus konstant bleibt.
Den zweiten Akt beschließt die Wahnsinnsszene des Orlando, die den erstaunlichsten musikalischen Verlauf dieser Oper aufweist – wenn nicht gar aller Barockopern. Außer sich, weil er die Namen Angelica und Medoro in die Rinde der Bäume geschnitzt vorfindet, erliegt Orlando dem Wahn, dass er sich auf einer Reise in die Unterwelt befinde. Die Musik setzt als Accompagnato-Rezitativ ein, zunächst schwungvoll, dann langsamer, mit unklar abgegrenzten, wechselnden Harmonien, während Orlando sich als „mein eigener, abgeschiedener Geist“ bezeichnet. Es kommt zu kurzen Passagen im 5/8-Takt, unisono gespielt von den Streichern, als er sich einbildet, Charons Boot zu besteigen und den Styx zu überqueren. Den Abschluss bildet ein Rondo auf eine schmucklose, jedoch sehr rührende Melodie in F-Dur im Gavotte-Rhythmus, deren Ausführungen durch zwei jeweils etwa dreimal so lange Episoden getrennt werden. Die erste ist eine Passacaglia im 3/4-Takt und d-Moll im Larghetto-Tempo. Sie beruht auf einer 4-taktigen, chromatisch abwärts gehenden Quarte im Bass, einem passus duriusculus, der seit der Renaissance als Ausdruck von Schmerz und Leid bekannt ist. Diese Tonfolge wiederholt sich eine Oktave tiefer, wodurch die Abwärtsbewegung zusätzlich unterstrichen wird. Dann wird diese 8-taktige Gruppe noch dreimal als Ostinato wiederholt, auf dem Orlando seine Leiddarstellung variiert, sodass die Passacaglia entsteht. Der chromatische Bassgang war gewiss als Anspielung auf die althergebrachten Klagelieder der Oper im 17. Jahrhundert gedacht (wie zum Beispiel in Dido and Aeneas). Die andere Episode kennzeichnet Orlandos Übergang zu rachsüchtiger Stimmung und wird durch schnelles, furioses Violinspiel bestimmt. Händels Leistung in dieser Szene wie anderswo in der Oper besteht darin, ein Gefühl von Unordnung und Chaos zu erzeugen, und das mit Musik, die schon vom Wesen her stark strukturiert sein muss. Er tut es, indem er Ideen nebeneinanderstellt, die in Tempo und Rhythmus (3/4- und 4/4-Takt wechseln einander ab) häufig unterschiedlich sind, jedoch durch unfehlbare Kontrolle der zugrundeliegenden harmonischen Progression zusammengehalten werden.
Der Oper als Ganzes haftet ein Gefühl der Beunruhigung an, das durch den munteren Charakter des abschließenden Chors nicht völlig zerstreut wird (Dorindas kleines Solo verharrt dabei in der Molltonart und wird durch manisch abgehackte Rhythmen zerlegt). Sollte Orlando ein Grund gewesen sein, dass Händels Sänger beschlossen, ihn zu verlassen und sich einer neuen Operntruppe anzuschließen, da sie spürten, dass er die Oper in beängstigende, unerschlossene Gewässer lenkte, gingen sie mit ihrem Urteil wohl nicht ganz fehl.

## Struktur der Oper
Ouverture. – (Gigue.) (2 Ob, Str, BC)

### Erster Akt
| Scena I    | 1. Recitativo accompagnato. Zoroastro (Str, BC) Gieroglifici eterni                            |
|            | Recitativo. Zoroastro Pur il mio spirto audace                                                 |
| Scena II   | 2. Arioso. Orlando (BC) Stimulato dalla gloria                                                 |
|            | Recitativo. Zoroastro, Orlando Purgalo ormai da effeminati sensi!                              |
|            | 3. Sinfonia. (2 BlFl, Str, BC)                                                                 |
|            | Recitativo. Zoroastro Mira, e prendi l’esempio!                                                |
|            | 4. Aria. Zoroastro (2 Ob, Fg, Str, BC) Lascia Amor, e siegui Marte, va!                        |
| Scena III  | 5. Recitativo accompagnato. Orlando (Str, BC) Imagini funeste, che turbate quest’alma          |
|            | 6. Aria. Orlando (2 Ob, 2 Hr, Str, BC) Non fu già men forte Alcide                             |
| Scena IV   | 7. Recitativo accompagnato. Dorinda (Str, BC) Quanto diletto avea tra questi boschi!           |
|            | Recitativo. Dorinda Io non so che sian questi moti                                             |
|            | 8. Recitativo accompagnato. Orlando (Str, BC) Itene pur fremendo                               |
|            | Recitativo. Dorinda Quegli e il famose Orlando                                                 |
|            | 9. Aria. Dorinda (2 Ob, 2 Vl, BC) Ho un certo rossore                                          |
| Scena V    | Recitativo. Angelica M’hai vinto al fin                                                        |
|            | 10. Duetto. Angelica, Medoro (Str, BC) Ritornava al suo bel viso                               |
| Scena VI   | Recitativo. Angelica, Medoro Spera, mio ben, che presto                                        |
|            | 11. Aria. Angelica (2 Vl, BC) Chi possessore è del mio core                                    |
| Scena VII  | Recitativo. Medoro, Dorinda Ecco Dorinda                                                       |
|            | 12. Aria. Medoro (2 Vl, BC) Se’l cor mai ti dirà                                               |
| Scena VIII | Recitativo. Dorinda Povera me!                                                                 |
|            | 13. Aria. Dorinda (2 Ob, Str, BC) O caro parolette, o dolci sguardi!                           |
| Scena IX   | Recitativo. Zoroastro, Angelica, Orlando Noti a me sono                                        |
|            | 14. Aria. Angelica (Str, BC) Se fedel vuoi ch’io ti creda                                      |
| Scena X    | Recitativo. Orlando T’ubbidirò, crudele                                                        |
|            | 15. Aria. Orlando (2 Ob, Str, BC) Fammi combattere mostri e tifei                              |
| Scena XI   | Recitativo. Medoro, Angelica Angelica, deh! lascia...                                          |
|            | Recitativo. Dorinda, Angelica, Medoro O Angelica, o Medoro!                                    |
|            | 16. Terzetto. Angelica, Dorinda, Medoro (2 Ob, 2 Vl, BC) Consolati, o bella, gentil pastorella |

### Zweiter Akt
| Scena I    | 17. Arioso. Dorinda (Str, BC) Quando spieghi i tuoi tormenti                                                      |
| Scena II   | Recitativo. Orlando, Dorinda Perchè, gentil Dorinda                                                               |
|            | 18. Aria. Dorinda (2 Ob, Str, BC) Se mi rivolgo al prato                                                          |
| Scena III  | Recitativo. Orlando E questa la mercede, Angelica spietata!                                                       |
|            | 19. Aria. Orlando (2 Ob, Str, BC) Cielo! Se tu il consenti                                                        |
| Scena IV   | Recitativo. Zoroastro, Angelica, Medoro A qual rischio vi espone                                                  |
|            | 20. Aria. Zoroastro (2 Ob, Str, BC) Tra caligini profonde                                                         |
| Scena V    | Recitativo. Angelica, Medoro Da queste amiche piante                                                              |
|            | 21. Aria. Medoro (Str, BC) Verdi allori, sempre unito                                                             |
| Scena VI   | Recitativo. Angelica Dopo tanti perigli                                                                           |
|            | 22. Aria. Angelica (Str, BC) Non potrà dirmi ingrata                                                              |
| Scena VII  | Recitativo. Orlando Dove guidate                                                                                  |
| Scena VIII | Recitativo. Angelica Tutto a poter partire ha già disposto                                                        |
|            | 23. Aria. Angelica (2 BlFl, Str, BC) Verdi piante, erbette liete                                                  |
|            | Recitativo. Orlando, Angelica Ah! perfida, qui sei!                                                               |
| Scena IX   | Recitativo. Medoro Ohime! che miro?                                                                               |
| Scena X    | Recitativo. Angelica, Orlando Amor, caro Amore!                                                                   |
| Scena XI   | 24. Recitativo accompagnato ed Aria. Orlando (2 Ob, Str, BC) Ah! Stigie larve / Già latra Cerbero / Vaghe pupille |

### Dritter Akt
| Scena I    | 25. Sinfonia. (2 Ob, Str, BC)                                                                                       |
|            | Recitativo. Medoro, Dorinda Di Dorinda alle mura                                                                    |
|            | 26. Aria. Medoro (2 Ob, Str, BC) Vorrei poterti amar, il cor ti vorrei dar                                          |
| Scena II   | Recitativo. Dorinda Più obbligata gli sono                                                                          |
| Scena III  | Recitativo. Orlando, Dorinda Pur ti trovo, o mio bene                                                               |
|            | 27. Duetto. Dorinda, Orlando (2 Vl, BC) Unisca amor in noi gli miei gl’affetti tuoi                                 |
|            | Recitativo. Dorinda. Orlando Signor, meglio rifletti                                                                |
|            | 28. Aria. Orlando (2 Ob, Str, BC) Già lo stringo, già l’abbraccio                                                   |
| Scena IV   | Recitativo. Angelica, Dorinda Di Dorinda all’albergo                                                                |
|            | 29. Aria. Angelica (2 Ob, Str, BC) Così giusta è questa speme                                                       |
| Scena V    | Recitativo. Dorinda S’e corrisposto un core                                                                         |
|            | 30. Aria. Dorinda (2 Ob, 2 Vl, BC) Amor è qual vento; che gira il cervello                                          |
| Scena VI   | Recitativo. Zoroastro Impari ogn’un da Orlando                                                                      |
|            | 31. Recitativo accompagnato. Zoroastro (Str, BC) O voi, del mio poter ministri eletti                               |
|            | Recitativo. Zoroastro Là al furor dell’eroe siatene attenti                                                         |
|            | 32. Aria. Zoroastro (2 Ob, Str, BC) Sorge infausta una procella                                                     |
| Scena VII  | Recitativo. Angelica, Dorinda, Orlando Dorinda, e perchè piangi?                                                    |
| Scena VIII | Recitativo. Orlando, Angelica Più non fuggir potrai                                                                 |
|            | 33. Duetto. Angelica, Orlando (Str, BC: Fg, Cb, Vc, Vlo) Finchè prendi ancora il sangue                             |
|            | Recitativo. Orlando, Angelica Vieni! Vanne precipitando                                                             |
|            | 34. Recitativo accompagnato. Orlando (Str, BC) Già per la man d’Orlando d'ogni mostro più rio                       |
|            | 35. Aria. Orlando (2 Violette marine, Vc) Già l’ebro mio ciglio quel dolce liquore                                  |
| Scena IX   | Recitativo. Zoroastro Ecco il tempo prefisso!                                                                       |
|            | 36. Recitativo accompagnato. Zoroastro (Str, BC) Tu, che del gran Tonante                                           |
|            | 37. Sinfonia. (Str, BC)                                                                                             |
|            | Recitativo. Dorinda, Zoroastro Ah! che fate, Signor?                                                                |
|            | 37a. Sinfonia da capo. (Str, BC)                                                                                    |
|            | Recitativo. Orlando, Dorinda Dormo ancora, o son desto?                                                             |
|            | 38. Duetto. Orlando, Angelica (Str, BC) Per far, mia diletta, perte la vendetta                                     |
| Scena X    | Recitativo. Orlando, Angelica, Medoro, Zoroastro Che vedo, oh Dei! Angelica, tu vivi?                               |
|            | 39. Recitativo accompagnato. Orlando, Angelica, Dorinda, Medoro, Zoroastro (2 Ob, Str, BC) Vinse incanti, battaglie |
|            | 40. Coro. (2 Ob, Str, BC) Trionfa oggi’l mio cor, e da si bell’aurora                                               |

### Erfolg und Kritik
“Such as are not acquainted with the personal character of Handel, will wonder at his seeming temerity, in continuing so long an opposition which tended but to impoverish him; but he was a man of a firm and intrepid spirit, no way a slave to the passion of avarice, and would have gone greater lengths than he did, rather than submit to those whom he had ever looked on as his inferiors: but though his ill success for a series of years had not affected his spirit, there is reason to believe that his genius was in some degree damped by it; for whereas of his earlier operas, that is to say, those composed by him between the years 1710 and 1728, the merits are so great, that few are able to say which is to be preferred; those composed after that period have so little to recommend them, that few would take them for the work of the same author. In the former class are Radamistus, Otho, Tamerlane, Rodelinda, Alexander, and Admetus, in either of which scarcely an indifferent air occurs; whereas in Parthenope, Porus, Sosarmes, Orlando, Ætius, Ariadne, and the rest down to 1736, it is a matter of some difficulty to find a good one.”

„Wer die Persönlichkeit Händels nicht kennt, wird sich über die scheinbare Tollkühnheit wundern, mit der er einen so ausdauernden Kampf führte, der ihn letztendlich nur in den Ruin stürzte; aber er war ein Mann von unerschütterlichem und unerschrockenem Wesen, in keiner Weise dem Laster des Geizes verfallen, und hätte noch viel mehr auf sich genommen als tatsächlich der Fall, um sich nicht jenen zu ergeben, die er als ihm unterlegen betrachtete: doch obwohl seine jahrelangen Misserfolge ihn nach außen hin nicht belasteten, besteht Grund zu der Annahme, dass seine schöpferische Kraft in gewisser Weise dadurch beeinträchtigt wurde; denn während seine früheren Opern, damit sind jene gemeint, die er in den Jahren 1710 bis 1728 komponierte, so gelungen sind, dass kaum jemand zu sagen vermag, welche davon vorzuziehen ist, spricht nur wenig für die Opern der späteren Jahre, so dass wenige in ihnen das Werk ein und desselben Komponisten erkennen würden. Zu den ersteren gehören Radamisto, Ottone, Tamerlano, Rodelinda, Alessandro und Admeto; sie alle enthalten kaum ein einziges uninteressantes Stück; dagegen ist es schwierig, in Partenope, Poro, Sosarme, Orlando, Ezio, Arianna und den restlichen bis 1736 verfassten Opern eine einzige gute Melodie zu finden.“

Orlando was the last opera in which Handel composed songs expressly for Senesino; […] but by a comparison of the songs intended for Senesino, after the opera of Porus, with those which Handel had composed for him previous to that period, there seems a manifest inferiority in design, invention, grace, elegance, and every captivating requisite.

„Orlando war die letzte Oper, in der Händel Arien speziell für Senesino komponierte; […] aber bei einem Vergleich der für Senesino bestimmten Gesänge stellt man fest, dass nach der Oper Poro eine spürbar geringere Qualität des Konzepts, weniger Einfallsreichtum, Anmut, Eleganz und weniger interessante Ausstattungen vorhanden sind.“

„Die größte Merkwürdigkeit dieser Oper ist jedenfalls die schon genannte Schlußscene des zweiten Aktes, bestehend aus mehreren recitativischen und ariosen Sätzen, in denen sich eine freudige, bedeutende Melodie geltend macht, die auch gegen das Ende hin siegreich zum Durchbruch kommt. Das wäre nun seiner Form nach ein völlig modernes Opernfinale ohne Chor, einem Weber’schen Tongemälde verwandt, und man könnte diese Scene, wie die Sachen jetzt stehen, aufführen ohne daß bei den Zuhörern auch nur entfernt der Gedanke eines Händel’schen Ursprunges aufkäme: so wenig paßt sie in die Begriffe, welche man für Händel’s Kunst als maßgebend angenommen hat.“

„Mit Recht hat der Händel-Biograph Hugo Leichtentritt den Orlando als ‚eine der stärksten und reichsten Händelschen Opern‘ bezeichnet. Szenische Abwechslung, sehr dramatische Behandlung des Stoffes und hervorragende Charakterzeichnung verbinden sich mit einer fast unermesslichen Fülle herrlicher Melodien und wertvoller musikalischer Einfälle.“

“It is disconcerting to find eighteenth-century opinion, particularly when it is expressed by two men who were acquainted with Handel, so different from our own. Perhaps it should be taken as fair warning against passing judgment on opera from the printed page, although Burney’s description of Orlando shows that he at least consulted the manuscript, not merely the Walsh edition. The same opera, to modem eyes after the experience of twentieth-century revivals, is ‘one of Handel’s richest and most rewarding operas’ (Andrew Porter, The New Yorker, 14 March 1983) and to Winton Dean a ‘masterpiece […] musically the richest of all his operas’ (Handel and the Opera Seria, S. 91), comparable on several counts with The Magic Flute. […]
It was chiefly their concentration on set pieces that makes the commentaries of both Burney and Hawkins on Handel’s later operas defective. Opera seria originated in the word-book, and a study of this reveals levels of the composer’s creative intentions which escaped them: the ‘Argument’, the allocation of arioso and accompanied recitative in place of secco (for an increase in intensity that did not imply an obligatory exit for the character), the introduction of sinfonie and above all, the consistent development of a psychological thread and the exploitation (rather than simply the creation) of situations.”

„Es ist geradezu beunruhigend, wie sehr die Ansichten des achtzehnten Jahrhunderts, noch dazu geäußert von zwei Männern, die mit Händel vertraut waren, [Burney und Hawkins, s. o.] von den unsrigen abweichen. Wir können aus dieser Tatsache vielleicht lernen, dass man eine Oper nicht auf der Grundlage des Druckes beurteilen kann; allerdings zeigt Burneys Beschreibung des Orlando, dass er immerhin die Handschrift konsultiert hat, nicht nur die Ausgabe von Walsh. Dieselbe Oper gilt heute nach ihrer Wiederbelebung im zwanzigsten Jahrhundert als ‚eine von Händels prächtigsten und sehenswertesten Opern‘. Und für Winton Dean ist sie ‚ein Meisterwerk […] musikalisch die herrlichste aller Händelopern,‘ in mancherlei Hinsicht mit der Zauberflöte vergleichbar. […]
Was die Kommentare sowohl von Burney wie von Hawkins so unzulänglich erscheinen lässt, ist die Tatsache, dass beide sich nur auf die vertonten Stücke konzentrierten. Die Opera seria entstand aber auf der Grundlage eines Textbuches; wenn man sich dieses einmal genauer ansieht, erkennt man viele kreative Momente des Komponisten, die den beiden Historikern entgangen sind: die Thematisierung, die Verwendung von Arioso und begleitetem Rezitativ anstelle des Secco (womit eine Intensitätssteigerung erreicht wurde, die nicht zwangsläufig zum Abtritt der jeweiligen Figur führte), die Einführung von orchestralen Vorspielen, die zusammenhängende Knüpfung eines psychologischen Fadens und die Ausbeutung (nicht die simple Erfindung) von Situationen.“

## Orchester
Zwei Blockflöten, zwei Oboen, Fagott, zwei Hörner, zwei Violette marine, Streicher, Basso continuo (Violoncello, Laute, Cembalo).

## Diskografie (Auswahl)
- Oriel Music Society 085/3 M (1963): Guy Baker (Orlando), April Cantelo (Angelica), Pamela Bowden (Medoro), Heather Harper (Dorinda), Stanislav Pieczora (Zoroastro)

English Chamber Orchestra; Dir. Arnold Goldsbrough (149 min)
- Mondo Musica 10502 (1985): Marilyn Horne (Orlando), Lella Cuberli (Angelica), Jeffrey Gall (Medoro), Adelina Scarabelli (Dorinda), Giorgio Surjan (Zoroastro)

Orchester des Teatro La Fenice; Dir. Charles Mackerras (169 min)
- L’Oiseau-Lyre 430 845-2 (1991): James Thomas Bowman (Orlando), Arleen Augér (Angelica), Catherine Robbin (Medoro), Emma Kirkby (Dorinda), David Thomas (Zoroastro)

The Academy of Ancient Music; Dir. Christopher Hogwood (158 min)
- Erato 0630-14363-2 (1996): Patricia Bardon (Orlando), Rosemary Joshua (Angelica), Hilary Summers (Medoro), Rosa Mannion (Dorinda), Harry van der Kamp (Zoroastro)

Les Arts Florissants; Dir. William Christie (169 min)
- Arthaus 101 309 (2007): Marijana Mijanović (Orlando), Martina Janková (Angelica), Katharina Peetz (Medoro), Christina Clark (Dorinda), Konstantin Wolff (Zoroastro)

„La Scintilla“ Orchester des Opernhauses Zürich; Dir. William Christie (DVD, 155 min)
- K617 (2010): Christophe Dumaux (Orlando), Elena de la Merced (Angelica), Jean-Michel Fumas (Medoro), Rachel Nicholls (Dorinda), Alain Buet (Zoroastro)

La Grande Écurie et la Chambre du Roy; Dir. Jean-Claude Malgoire (156 min)
- Atma ACD22678 (2012): Owen Willetts (Orlando), Karina Gauvin (Angelica), Amanda Forsythe (Medoro), Allyson McHardy (Dorinda), Nathan Berg (Zoroastro)

Pacific Baroque Orchestra; Dir. Alexander Weimann (158 min)
- DG Archiv 4792199 (2013): Bejun Mehta (Orlando), Sophie Karthäuser (Angelica), Kristina Hammarström (Medoro), Sunhae Im (Dorinda), Konstantin Wolff (Zoroastro)

B'Rock Orchestra; Dir. René Jacobs (159 min)